# Shlomi Shabat
Shlomi Shabat (hébreu : שלומי שבת ; né le 30 août 1954) est un chanteur et musicien israélien. 

## Biographie
Shlomi Shabat est né à Yehud, en Israël, dans une famille juive séfarade d'origine turque. Sa carrière commence dans les années 80 et il chante en hébreu, turc et espagnol.
Shlomi Shabat était l'un des juges de la saison inaugurale de la version israélienne de l'émission de télévision The Voice.

## Discographie
- 1987 : I've Returned From the Dark - מן החושך חזרתי
- 1989 : Because of the Wind - בגלל הרוח
- 1991 : Don't Go Too Far - אל תלכי רחוק מדי
- 1993 : An Hour Together - שעה אחת ביחד
- 1998 : Shlomi Shabat - שלומי שבת
- 2001 : Friends - חברים
- 2001 : Golden Hits - להיטי זהב
- 2003 : Time of Love - זמן אהבה
- 2005 : Shlomi Shabat in Cesarea - המופע המשותף בקיסריה
- 2006 : Friends 2 - חברים 2